# Волочаевка II (станция)

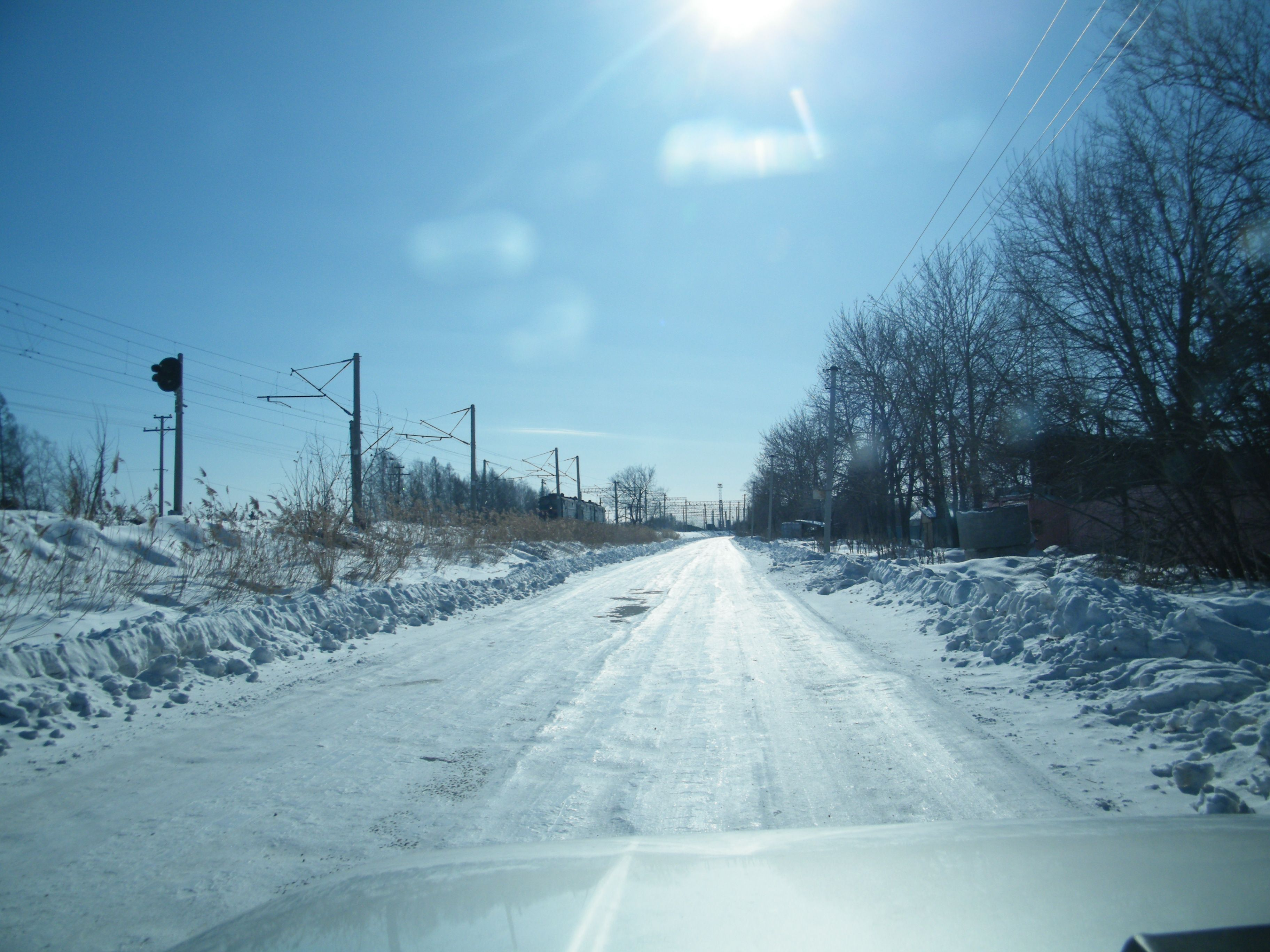
Улица посёлка Волочаевка-2 и железнодорожные пути.

Волоча́евка II — крупная узловая железнодорожная станция Дальневосточной железной дороги. Расположена в посёлке Волочаевка-2 Смидовичского района Еврейской автономной области.
На станции заканчивается контактная сеть со стороны Транссиба; далее следует однопутная неэлектрифицированная линия до Комсомольска-на-Амуре.
На станции производится смена локомотивов грузовых поездов. Пассажирские поезда проходят через станцию на тепловозной тяге, в связи с чем стоянка поездов составляет максимум 10 минут.
Через станцию проходят следующие пассажирские поезда:
| № поезда         | Маршрут движения                 | № поезда         | Маршрут движения               |
| ---------------- | -------------------------------- | ---------------- | ------------------------------ |
| 351/352          | Советская Гавань — Владивосток   | 351/352          | Владивосток — Советская Гавань |
| 667/668 "Юность" | Комсомольск-на-Амуре — Хабаровск | 667/668 "Юность" |                                |